# Andreas Osiander

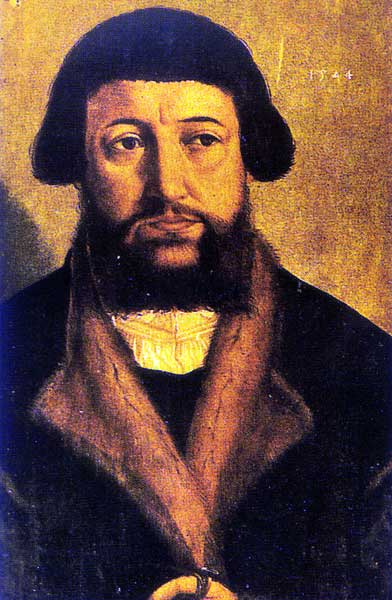
Andreas Osiander.

Andreas Osiander, född den 19 december 1498 i Gunzenhausen vid Nürnberg, död den 17 oktober 1552, var en tysk evangelisk-luthersk teolog, upphovsman till den så kallade "osiandriska striden" (om rättfärdiggörelseläran) och stamfar för en ansedd släkt av teologer.
Osiander blev den förste evangeliske predikanten vid Lorenzkyrkan i Nürnberg (1522). Då han på grund av sitt motstånd mot Augsburg-interim tvingats lämna sin befattning 1548, utnämndes han följande år till förste teologie professor vid universitetet i Königsberg av Albrekt av Preussen. 
Strax därefter framträdde han med en olutheransk lära om rättfärdiggörelsen, vilken enligt hans åsikt inte uppfattas som en på Kristi förtjänst grundad gudomlig doms- och nådeshandling, där människan går fri från syndens skuld och straff, utan som en gudomlig nådeshandling, där människan i kraft av Kristi inneboende i hjärtat frigörs från syndens makt och välde. 
De strängt lutherska teologerna stämplade denna lära som en romersk-katolsk sammanblandning av rättfärdiggörelsen och helgelsen, som ledde till katolsk verkhelighet. Osianders häftigaste motståndare var Königsbergpredikanten Joachim Mörlin och Königsbergprofessorn Frans Stancarus. 
Efter Osianders död blev hans måg, hovpredikanten Johann Funck, ledaren av det osiandriska partiet, som inom kort segrade. Motståndarna avsattes. Men då Funck inlät sig i politiska stämplingar, tillsatte Preussens länsherre, kungen av Polen, en undersökningskommission. Funck dömdes till döden och avrättades 1566
Osiandristerna fördrevs, och de, som höll strängt fast vid Luthers lära, återkallades. Utnämnd till biskop av Samland, utgav Mörlin tillsammans med Martin Chemnitz mot Osianders lära det så kallade Corpus doctrinæ pruthenicum, som på en synod i Königsberg 1567 blev antaget som läronorm för den preussiska kyrkan. 
Osiander skrev ett förord till Kopernikus revolutionerande verk Sex böcker om himlasfärernas kretslopp, som utgavs 1543, samma år som Kopernikus avled. Här presenterades den omvälvande heliocentriska idén, dvs. att det är solen och inte jorden som utgör universums centrum och att jorden är en planet bland de andra som cirkulerar runt solen. I förordet tonade Osiander ner betydelsen av Kopernikus nya idéer och framhöll att de bara skulle ses som en hypotes bland andra. Möjligen bidrog detta förord till att det   dröjde ett 70-tal år innan den katolska kyrkan placerade böckerna i sitt index över förbjudna böcker.  
Genom Harmoniæ evangelicæ libri IV (1537) gav Osiander upphov till namnet "evangelieharmoni".